# Justin e i cavalieri valorosi
Justin e i cavalieri valorosi (Justin and the knights of Valour) è un film d'animazione del 2013 diretto da Manuel Sicilia.

## Trama
Ambientato in un magico mondo medievale, Justin è un ragazzo che vive in un regno governato da burocrati dove i cavalieri sono stati banditi. Il suo sogno più grande è diventare uno dei "Cavalieri del Valore" come lo era suo nonno. Ma suo padre Reginald, consigliere della Regina, vuole che suo figlio segua le sue orme e diventi avvocato.
Dopo una visita stimolante alla nonna e l'addio a Lara, la sua amata, Justin fugge seguendo il suo sogno. Lungo la strada incontra la bella e vivace Talía, Melquíades, un mago eccentrico con disturbi della personalità, e l'affascinante e astuto Sir Antoine, e viene addestrato da tre saggi monaci, Blucher, Legantir e Braulio, che lo istruiranno negli insegnamenti degli antichi cavalieri e lo metteranno alla prova.
Nonostante non sia il miglior candidato per il cavalierato, Justin deve dimostrare il suo valore quando il malvagio Sir Heraclio e i suoi accoliti tornano minacciando di distruggere il Regno. 